# CVR（T）
CVR(T)（Combat Vehicle Reconnaissance（Tracked）は、イギリス陸軍およびその他採用国で配備されている装軌式装甲戦闘車両のシリーズである。これらは小型で空輸により迅速に展開でき、サラディン装輪装甲車の後継車種となった。
1960年代にアルヴィス plc社によって開発され、スパルタンAPC、スコーピオンやシミター、サマリタン装甲救急車、FV102 ストライカー、FV106サムソン装甲回収車などがこのシリーズに含まれる。
すべてのCVR(T)系列の車両は統一された車体構造やサスペンションで構成されており、重量軽減のため素材はアルミニウムが多用されている。1996年の時点では3,500以上の車両がイギリス軍用や輸出用に生産された。
ストライカーおよびスコーピオンは現在はイギリス陸軍から退役している。シミター、スパルタンは将来緊急展開システム（FRES）による新型車両や、イタリアのイヴェコ LMVのイギリス軍バージョンであるパンサーCLVに代替される予定である。

## 設計・開発
1960年代初頭、イギリスの海外駐留は駐屯地の維持費などがかさみ防衛予算の圧迫の元であると指摘された。そこでイギリスは紛争地域へは兵力およびその装備をヨーロッパの基地から空輸して展開するという新たな戦略を立てることにした。そのために空輸での展開が実用的なほどに軽量でかつ部隊に対装甲戦闘能力と火力支援を提供可能なAFVが必要とされた。また、ちょうど同時期にFV601 サラディンの後継車両も必要となっていたのである。
1960年にArmoured Vehicle Reconnaissanceと呼ばれていた計画が開始された。この車両は76mmないし105mmの主砲を砲塔に搭載し、車長・運転手・砲手の三人で運用される。対装甲火力は後に開発された（1966年）スウィングファイア対戦車ミサイルを車体後部にマウントして獲得する。また、装輪・装軌式双方が開発されFV432と同じエンジンとステアリングを共有する。しかしプロトタイプの最終モデルでも重量は13トンを超え、空輸するとなれば許容重量を超過してしまった。
重量軽減のために鋼鉄にかわりアルミニウム装甲を導入することとなった。そのための研究で砲兵火力の砲弾破片に対してその密度をもって高い防御力が得られることが判明した。輸送機の内部に納めるために車高は2.5m以下、横幅2.102m以下にとどめることが必要とされた。さらには接地圧5psiの用件を満たすため履帯幅は0.45mとされた。さらに幅の規定は用いるエンジンの選定にも影響し、冬季装備の運転士のすぐそばに入る大きさである必要があった。このためエンジン区画はわずか0.6mにとどめられた。この条件に適合する強力な装甲車両用エンジンは民生品を転用したジャガー4.2リットル ガソリンエンジンを除いてまだ開発されていなかった。
運転手席は車体前面のエンジン区画すぐそばに存在し、このため砲塔は車体後部に配置される。装甲化され76mm砲を装備した最初の火力支援型であるスコーピオンはこの砲塔配置が蠍の尻尾を連想させたことによる命名である。サラディン、スタルワート、サラセンなどのような以前にアルヴィスが開発した車両と同様に、"S"が頭文字の単語という命名規則もある。よって他の車両もストライカー,スパルタン,サマリタン,サルタン,サムソンとすべてこれを反映している。加えて英軍幕僚はこの他に30mm砲搭載のシミターも注文している。
1967年にアルヴィスは30台の試作型CVR(T)の生産契約を与えられた。そのうちP1はP17スコーピオンの試作型、I18からP30は他の六種類のCVR(T)規格の車両だった。イギリス国防省の課す厳しいコスト制限の元での製造であり、1969年1月23日に最初のプロトタイプがコストと時間の制限をともに満たして生産された。その後、あらゆる環境での活動に耐えられるかノルウェー、オーストラリア、カナダ、アブダビの寒冷・高温・乾燥地帯でテストされた。1970年5月にCVR(T)はイギリス陸軍への配備が認められた。最初の契約は275両のスコーピオンと288両のシミターである。最初のスコーピオンが完成したのが1971年で、イギリス陸軍への初期の配備は1971年1月である。
1986年までにイギリスは総計1,863両のCVR(T)を受領した。内訳はスコーピオン313両、ストライカー89両、スパルタン691両、サマリタン50両、サルタン291両、サムソン95両、シミター334両である。

### 耐用年数延長プログラム
1988年にアルヴィスは3,200万ポンドで耐用年数延長プログラム（Life Extension Program, LEP）の遂行の契約を受注した。初期の契約では200両のCVR(T)と1,107両以上の車両への補修キットを納入するものだった。延命計画はシミター、スパルタン、サルタン、サムソン、サマリタン、ストライカーに対し行われた。アップグレードの大部分を占めたのはジャガー製4.2リットル ガソリンエンジンをさらに高性能なカミンズBTA5.9ディーゼルエンジンへ換装することだった。
70両の車両に施される第二の契約はアルヴィスと基地修理機構（Army Base Repair Organisation,ABRO）に分けられた。ABROその後、残りの600以上のCVR(T)に対して延命改修を行った。
アルヴィスも輸出型のCVR(T)に対してディーゼルエンジン化、サスペンションの性能向上、新型の履帯や視界の向上など包括的なアップグレードを施した。ブルネイが唯一オーバーホールのため返還した国として知られている。

### サーマルヴィジョンの搭載
2001年にタレスオプトロニクスは赤外線式の暗視装置を英陸軍のシミターと王立工兵のスパルタンに搭載する契約を受注した。新型のサーマルイメージ・レーザー距離測定式の照準機を砲手に提供し、車長はモニターおよびマップディスプレイなどでそれら情報を得ることができる。

## 派生型

### スコーピオン

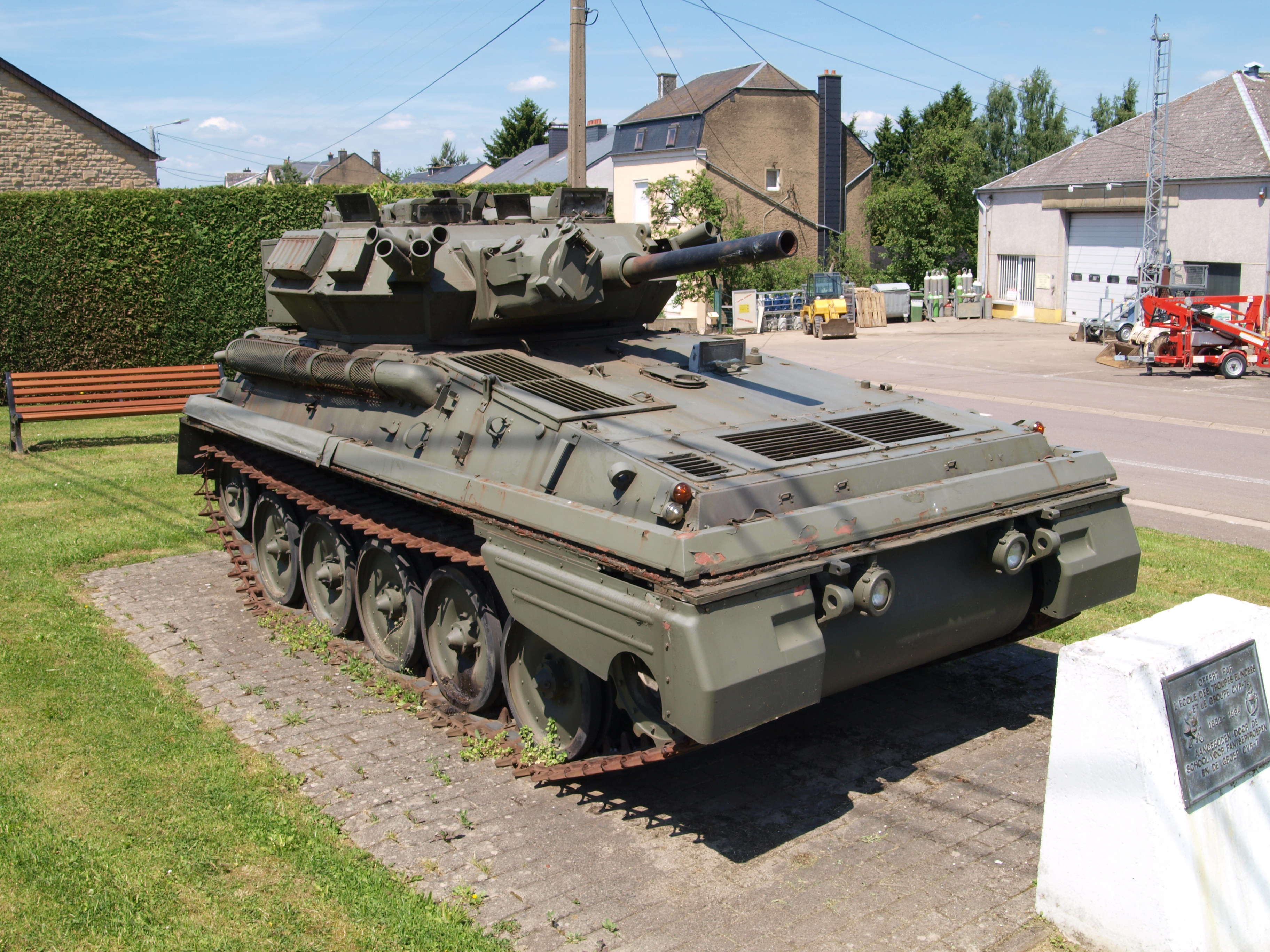
退役後、屋外展示されているFV101スコーピオン

FV101 スコーピオンは、元来イギリス陸軍のCVR(T)の用件を満たすために開発された。
スコーピオンの配備が許されたのが1970年5月であり契約は275台、最終的に313台の生産となった。
主な武装は低初速76mm主砲および同軸のL43A1 7.62mm汎用機関銃および多連装スモークディスチャージャーである。これを装備した最初の連隊は王立騎兵隊のブルーズ・アンド・ロイヤルズである。
1981年10月、空軍連隊が184両のスコーピオンとその他CVR(T)を受領した。これらはイギリス、ドイツ、キプロスのイギリス空軍基地の防衛のためである。英国のスコーピオンはすべて1995年に退役した。

### ストライカー

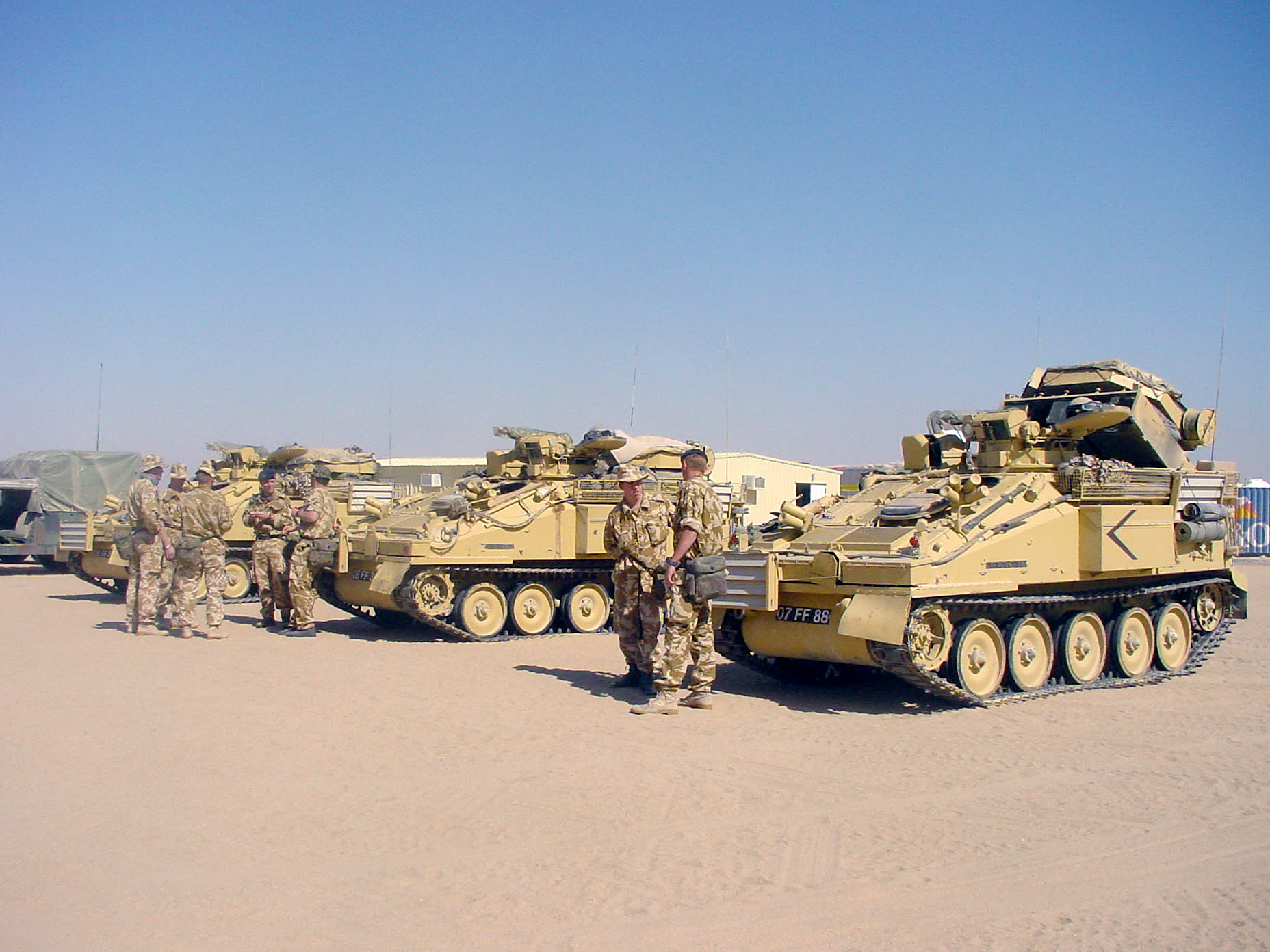
三両の砂漠塗装をしたFV102ストライカー。最手前の車両のミサイルランチャーが仰角を取っている

FV102 ストライカーは、CVR(T)の対戦車ミサイル搭載型である。このタイプをイギリス陸軍は48両受領した。
武装はスウィングファイア対戦車ミサイルシステムである。ストライカーは即応装備として5発のミサイルを車体後部にマウントしており、あと5発を車体内に収容している。副武装としてL43A1（7.62mm汎用機関銃）および多連装スモークディスチャージャーを備える。
ストライカーの概観はスパルタンとよく似ているが、識別はミサイル発射管に仰角を取ることから容易であった。スウィングファイアがジャベリンに代替された2005年中ごろ以降の活躍は難しい。

### スパルタン

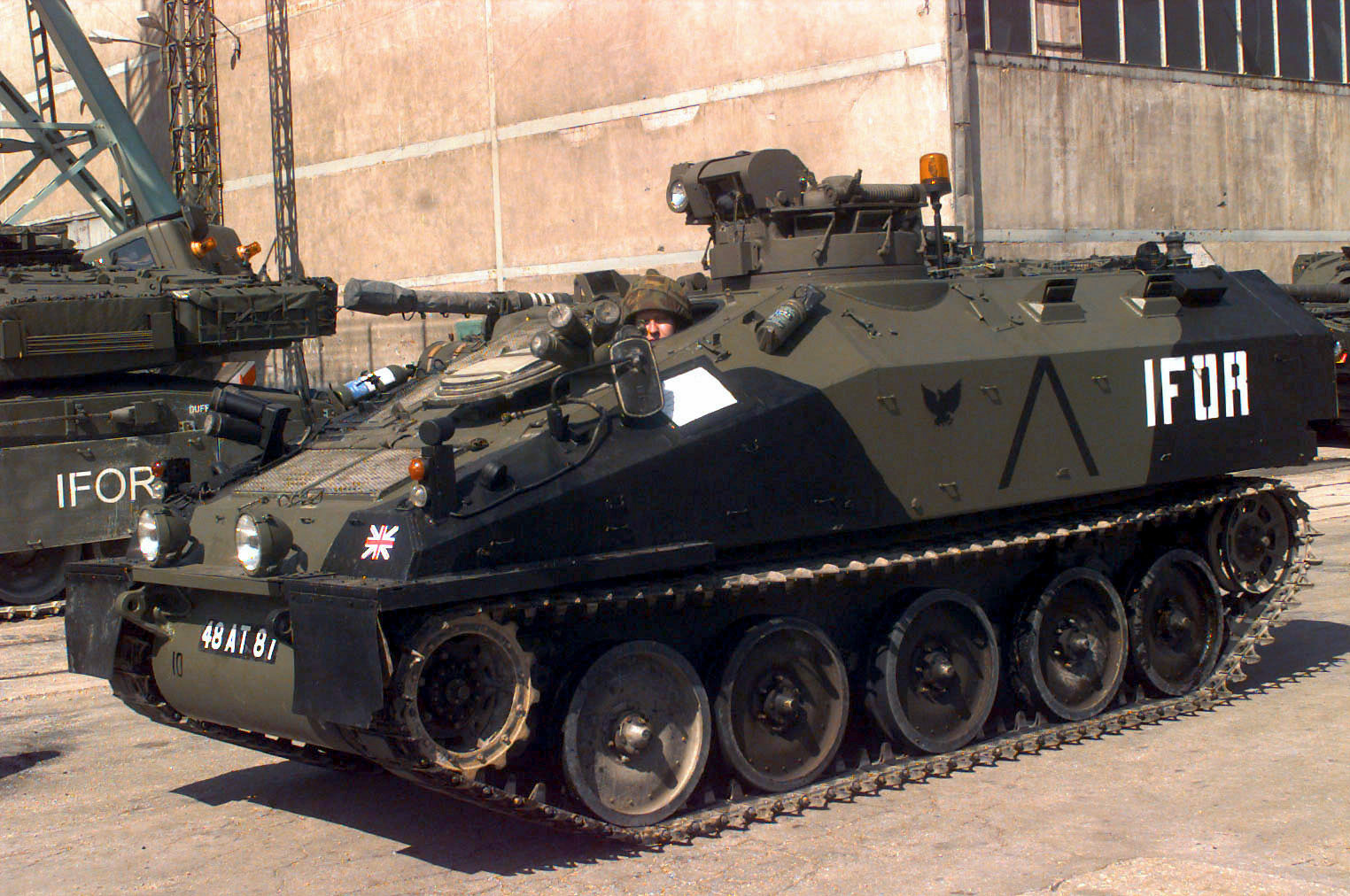
和平履行部隊のペイントをしたFV103スパルタンAPC

FV103 スパルタンは、小型の装甲兵員輸送車である。
乗員数は7名でそのうち兵員は5名。イギリス陸軍では歩兵輸送よりも工兵や偵察チーム、対空砲や迫撃砲チームなど専門グループの輸送によく用いた。
2006年中ごろ時点でイギリス陸軍は478両のスパルタンが現役であったが2009年には同じ役割をパンサーCLVに代替された。

### サマリタン

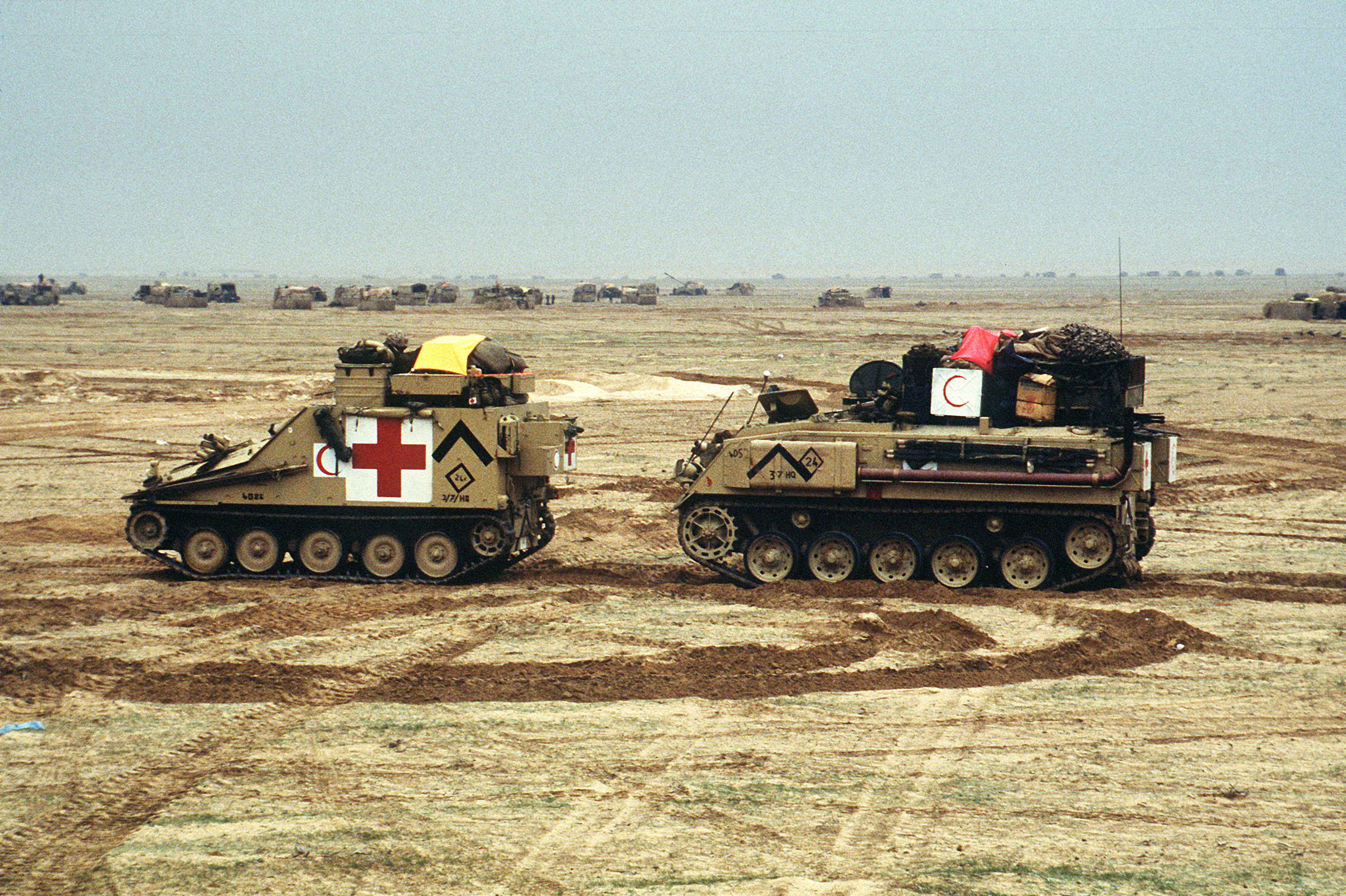
FV104サマリタン(左)とFV432(右)。1991年、湾岸戦争

FV104 サマリタンは、CVR(T)の装甲救急車型であり、イギリス陸軍向けには50両が生産された。
外観はサルタン指揮車によく似ている。乗員は二名で三人分の担架を載せることができる。
多連装スモークディスチャージャーを除いて武装は施されていない。

### サルタン

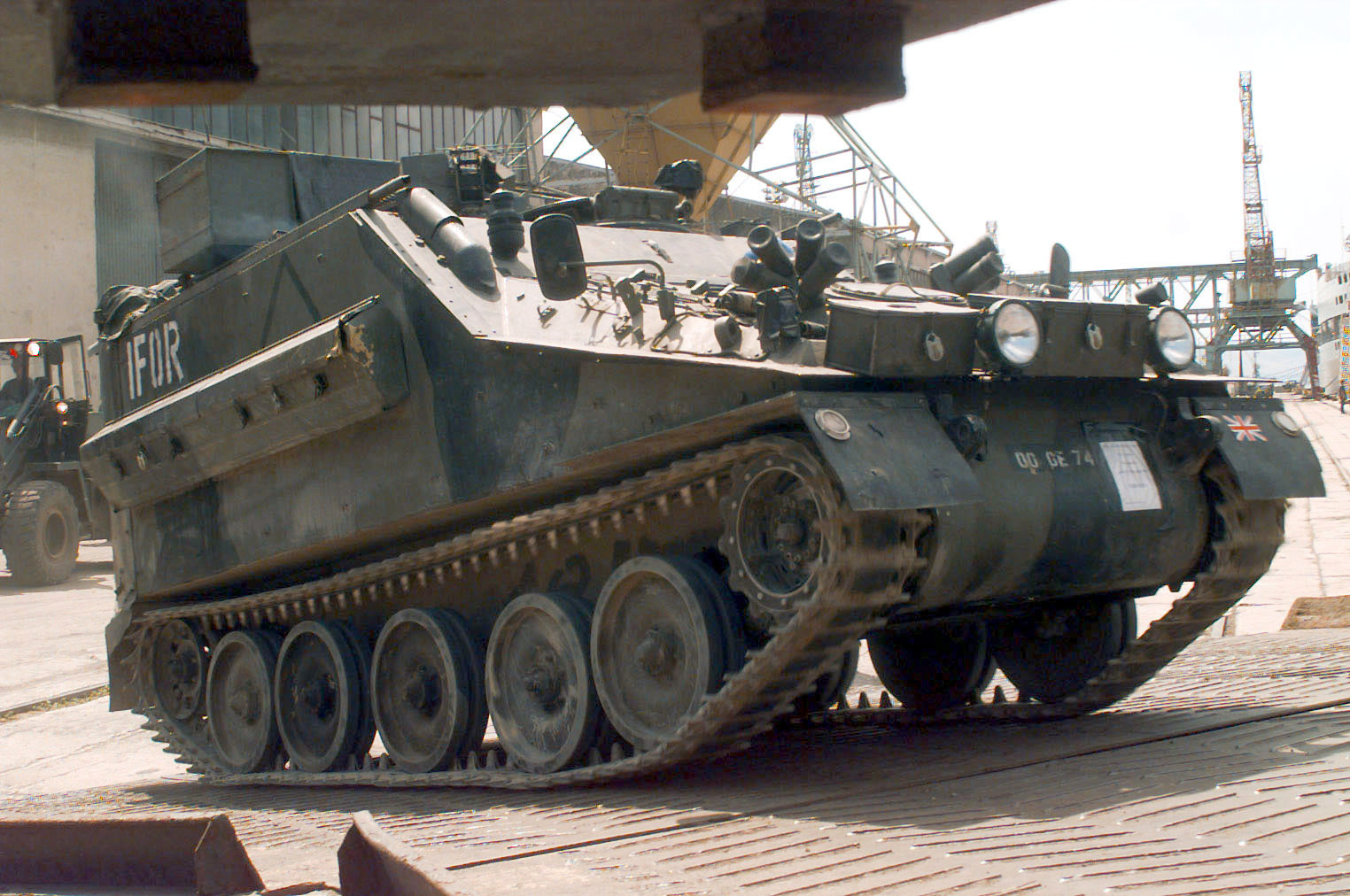
FV105サルタン指揮統制車

FV105 サルタンは、CVR(T)の指揮統制車両型であり、2006年の時点でイギリス陸軍に206両が配備されていた。
APC型よりも広い兵員室を備えており、より快適な作業空間を提供している。大型マップボードやデスクが車体の一方に備えられ、向かいには三人がけのシートがある。これらの前方で無線手が四機の無線機を操作する。
武装はピントルマウントされた汎用機関銃と多連装スモークディスチャージャー。車体後部にはブリーフィングエリアの拡張のためにテントが付いている。

### サムソン

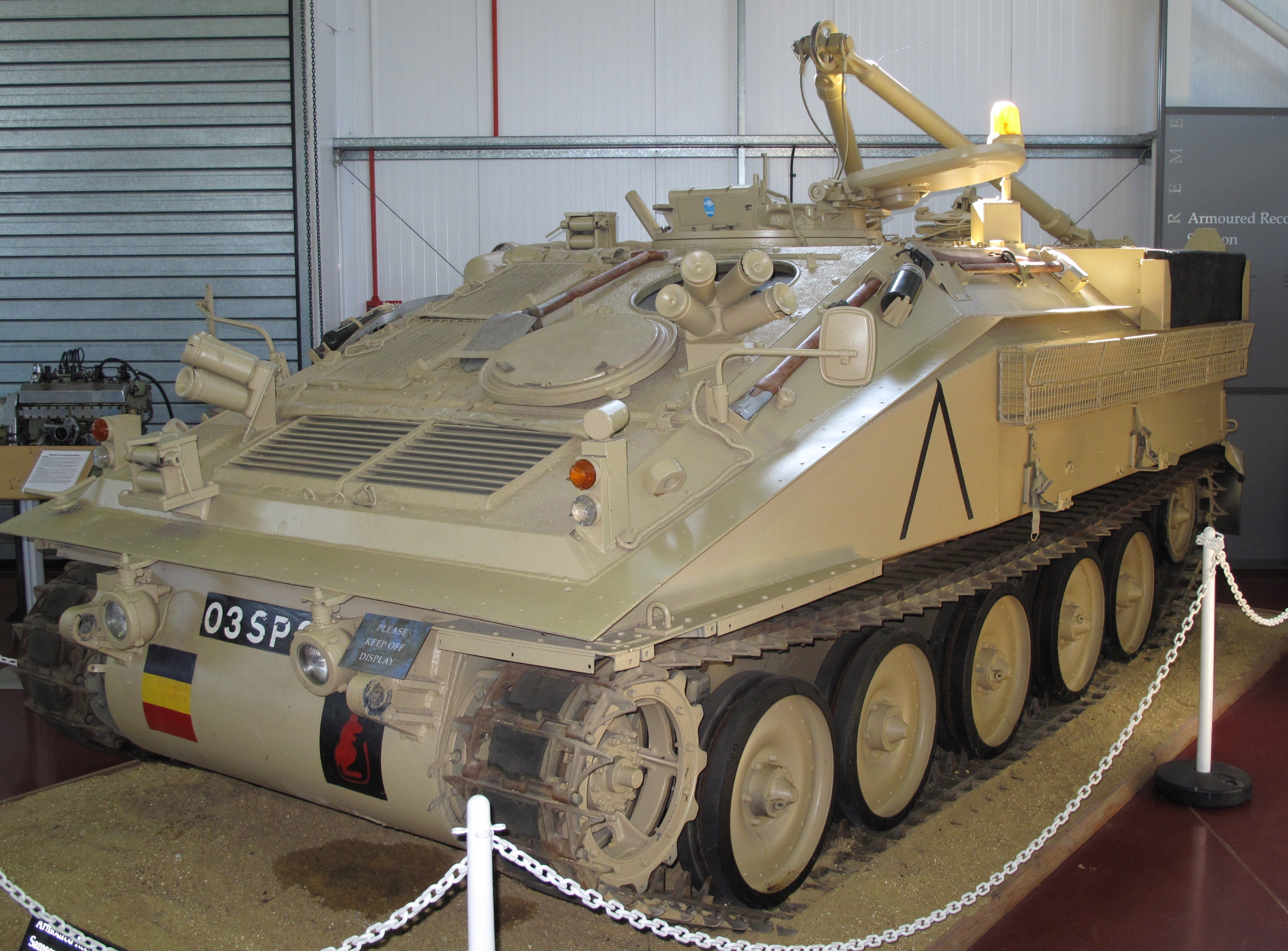
FV106サムソン装甲回収車

FV106 サムソンは、装甲回収車型である。構造としては、スパルタンの後部にウィンチを取り付けた車両である。

### シミター

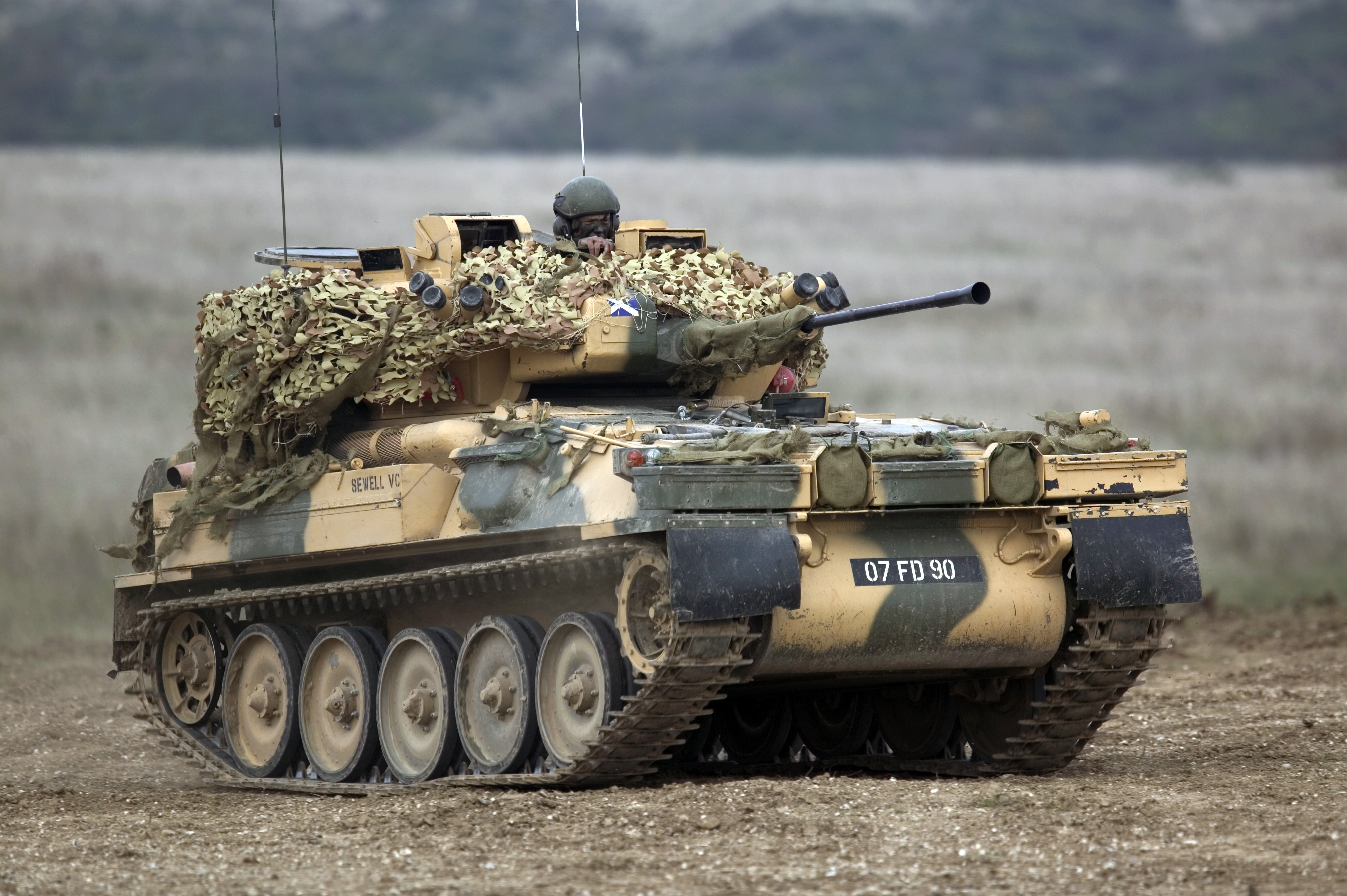
FV107シミター装甲偵察車

FV107 シミターは、スコーピオンによく似ているが、自衛のためのラーデン30mm機関砲を装備する装甲偵察車両型である。
副武装として同軸の汎用機関銃および多連装スモークディスチャージャーを備える。弾薬搭載量は30mm弾を160発および7.62mm弾を3,000発。
2006年の時点で328両がイギリス陸軍に配備されていた。将来緊急展開システムの偵察型に代替される予定である。

### セイバー

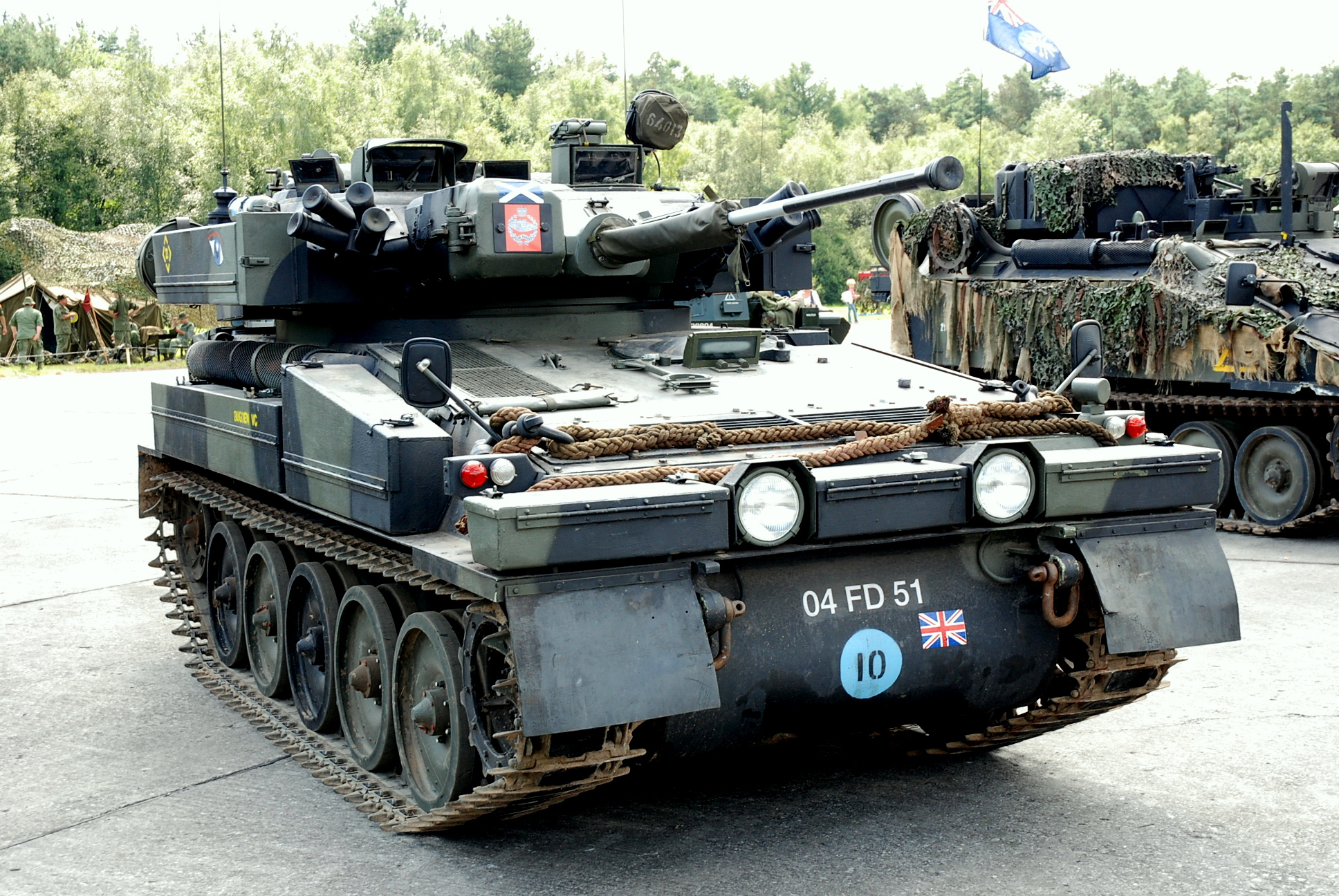
セイバー偵察装甲車

セイバーは、スコーピオンの車体に装輪式のCVR(W)シリーズであるFV721 フォックス装甲偵察車の砲塔を搭載した複合車両である。
武装はシミターが装備するのと同じラーデン30mm機関砲である。この車両は砲塔にいくつか改良を施した後の1995年に実戦配備された。また、スモークディスチャージャーと同軸機銃も変更されており、後者はL91A1チェーンガンに変更されている。
2004年に退役した。

## ストーマー

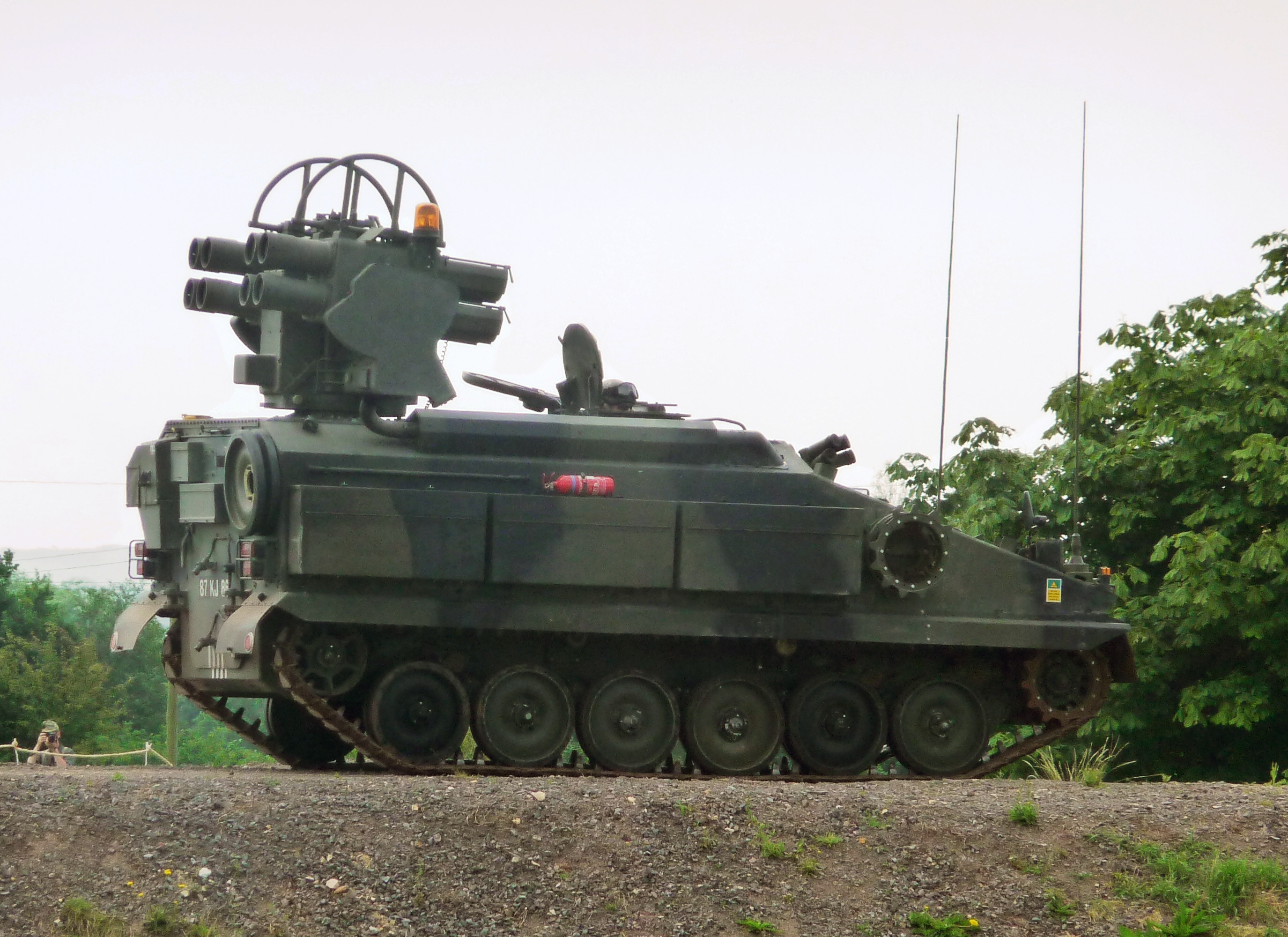
スターストリーク地対空ミサイルを装備したストーマー

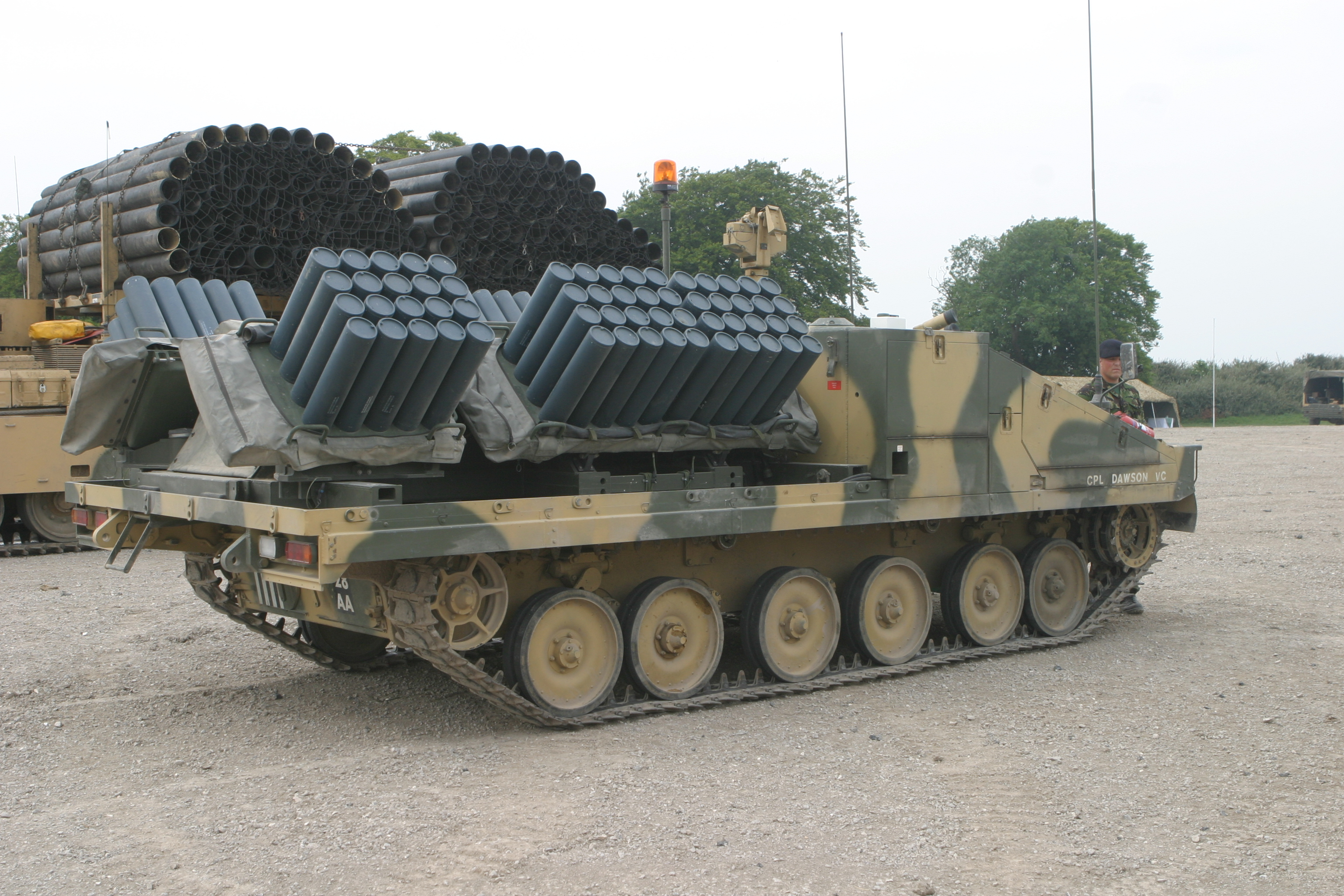
シールダー地雷敷設システム装備のストーマー

ストーマーは、1970年代に開発された現代的な装甲車であり、CVR(T)の規格で作られている。これは多少大型化、重量化（12,700kg）している。生産開始は1982年でマレーシアがAPC型を発注した。
イギリス陸軍がストーマーを採用したのは1986年で、スターストリーク地対空ミサイルシステム装備型と、シールダー地雷敷設システム装備型が発注された。
アルヴィスの事業を継承したBAE システムズ・ランド・アンド・アーマメンツは、ストーマーを多くの目的に適応するためいくつかの派生型とともに売り込んでいる。インドネシアはストーマーのAPC型,指揮車型,救護車型,回収車型,架橋車型,輸送車型など多数の派生型を50両注文した。マレーシアは35両、オマーンは4両、イギリスは170両以上を保有している。

## 配備実績

### 欧州
イギリス陸軍においてCVR(T)は主に王室騎兵隊（Household Cavalry）、第一王立竜騎兵（1st Queen's Dragoon Guards）、第9/12ロイヤル槍騎兵連隊（9th/12th Royal Lancers）、軽竜騎兵連隊（Light Dragoons）、クィーンズオウン・ヨーマンリー（Queen's Own Yeomanry）などの偵察連隊に配備された。シミターは機甲連隊の四個中隊と機械化歩兵大隊の偵察小隊に配備された。
1974年8月、第5/16王立槍兵連隊（16th/5th The Queen's Royal Lancers）のスコーピオン中隊がC-130ハーキュリーズ輸送機によってトルコ軍の侵攻からソブリン基地を防衛するためキプロスへ輸送された。
CVR(T)を導入した他の欧州陸軍はベルギー、スペイン、アイルランドである。ベルギーはスコーピオン、シミター、サルタン、スパルタン、サマリタンを1975年に受領した。これらは第七旅団の第1/3槍兵連隊および第2/4ライフル兵連隊に配備された。ベルギー軍は1986年にCVR(T)をすべて退役させた。アイルランド陸軍は少数のスコーピオンを陸軍騎兵軍団に配備した。
1982年のフォークランド紛争ではブルーズ・アンド・ロイヤルズの二個中隊がタスクフォースに組み込まれた。これらはサムソンに支援されたスコーピオンとシミターを装備しており、この紛争で戦闘に参加したイギリス軍における唯一の装甲車両である。ワイヤレスリッジの戦いにおいて第二大隊パラシュート連隊に火力支援を提供し、また、タンブルダウン山の戦いでは第二大隊の近衛歩兵にも同様に支援を行った。
1985年、スペインはスコーピオン17両を海兵隊向けに取得した。これらスコーピオンは2004年に退役している。
湾岸戦争においてCVR(T)はイギリス陸軍に多くの派生型が配備されていた。第一機甲師団付属の師団偵察連隊ではシミター36両、ストライカー16両、スパルタン12両、スルタン9両、サムソン1両が配備されていた。機甲連隊および機械化歩兵大隊の偵察部隊にはスコーピオンとシミターが8両ずつ配備されていた。
CVR(T)ファミリーを装備したイギリス軍編成偵察連隊はボスニア・ヘルツェゴビナにNATOの和平履行部隊の一員として参加した。
2003年のイラク戦争でのテリック作戦がCVR(T)にとっての次の戦場だった。第一陣である王室騎兵連隊もCVR(T)を装備していた。
イラク戦争の後にCVR(T)はアフガニスタンでの活動ヘリック作戦に参加する編成偵察連隊に装備された。とりわけ、パンサーズクロー作戦で活躍した。
2015年にはラトビア陸軍にイギリス陸軍から退役する車両を123両導入すると発表し、その後イギリスから売却された車両を各部隊に配備している。なおこれが同軍初の装甲戦闘車両である。
イギリス、ベルギー、スペインで退役した現在、欧州域内の使用国はアイルランドとラトビアである。

### 中南米
中南米においてCVR(T)はチリ、ホンジュラス、ベネズエラに採用されている。
チリ陸軍はスコーピオンを28両保有しており、レオパルト1やレオパルト2随伴して偵察任務に用いられている。
ベネズエラ陸軍は50両のスコーピオンと2両のスルタンを運用している。

### 東南アジアおよびオセアニア
東南アジアおよびオセアニアではCVR(T)はブルネイ、インドネシア、マレーシア、タイ、フィリピン、ニュージーランドで採用されている。
ブルネイでは艦隊向けにCVR(T)を19両、内訳はスコーピオン16両、スルタン2両、サムソン1両である。
インドネシア陸軍はベルギー製コッカリル 90mm低圧砲を搭載したスコーピオンを90両とストーマーを保有している。このストーマーの派生型はAPC型、指揮通信型、救護型、回収型、架橋型、補給型を保有する。
タイではベトナム共和国が降伏し東南アジアの緊張が高まっていたとき、タイ王国陸軍がこれに対し軍備を拡張した。この拡大の一環でスコーピオン144両を1973年から1976年にかけて取得した。
フィリピン陸軍は40両のスコーピオンを軽装甲化師団に配備した。装輪車両と装軌車両を混合して導入していたが、スコーピオンが彼らの唯一の対装甲火力だった。
ニュージーランド陸軍は少数のスコーピオンを運用し最大でも小隊規模である。なお、新型の車両での代替が予定されている。

### 中東
中東のCVR(T)運用国はイラン、ヨルダン、オマーン、アラブ首長国連邦である。
1980年から1988年のイラン・イラク戦争でイラン陸軍は第28歩兵師団の偵察連隊にスコーピオンを配備した。損害や活躍についてはよく知られていない。1997年12月、イランはTosan LAVを生産したと発表した。これはスコーピオンをベースに90mm砲を装備したものである。
ヨルダン陸軍はスコーピオン80両とスパルタン100両を運用している。いくつかのスコーピオンはイラン・イラク戦争でイラク軍が鹵獲したものがヨルダンにわたったとされる。スパルタンはベルギーで退役したものを取得した。
オマーン陸軍はサラディン装甲車の代替として30から50両のスコーピオンを運用した。これらの受領は1982年から1983年で、3両のサムソンも同時に受け取った。1985年第二の発注を30両分おこなった。こちらはスコーピオン、スルタン、スパルタン、サムソンを注文している。また、新型のストーマーの運用も行っている。
アラブ首長国連邦はスコーピオンを76両を装甲旅団に配備している。湾岸戦争において一部参加し有名になった。

### アフリカ
アフリカのCVR(T)運用国はボツワナ、ナイジェリア、タンザニア、トーゴである。
ナイジェリア陸軍は1976年以後、歩兵の編成を改訂した。彼らの所有するAFVには台数未定のスコーピオンが含まれている。

## スコーピオンの砲塔
オーストラリア陸軍はCVR(T)を採用していないが、M113装甲兵員輸送車にスコーピオンの砲塔を搭載した車両を運用している。これは中偵察車として火力支援任務へ従事している。なお、これらは新型車両に代替される予定である。
カナダ陸軍もスコーピオンの砲塔を用いている。こちらではAVGPの車種クーガーに搭載されている。総計195両のクーガーがカナダ軍で運用された。

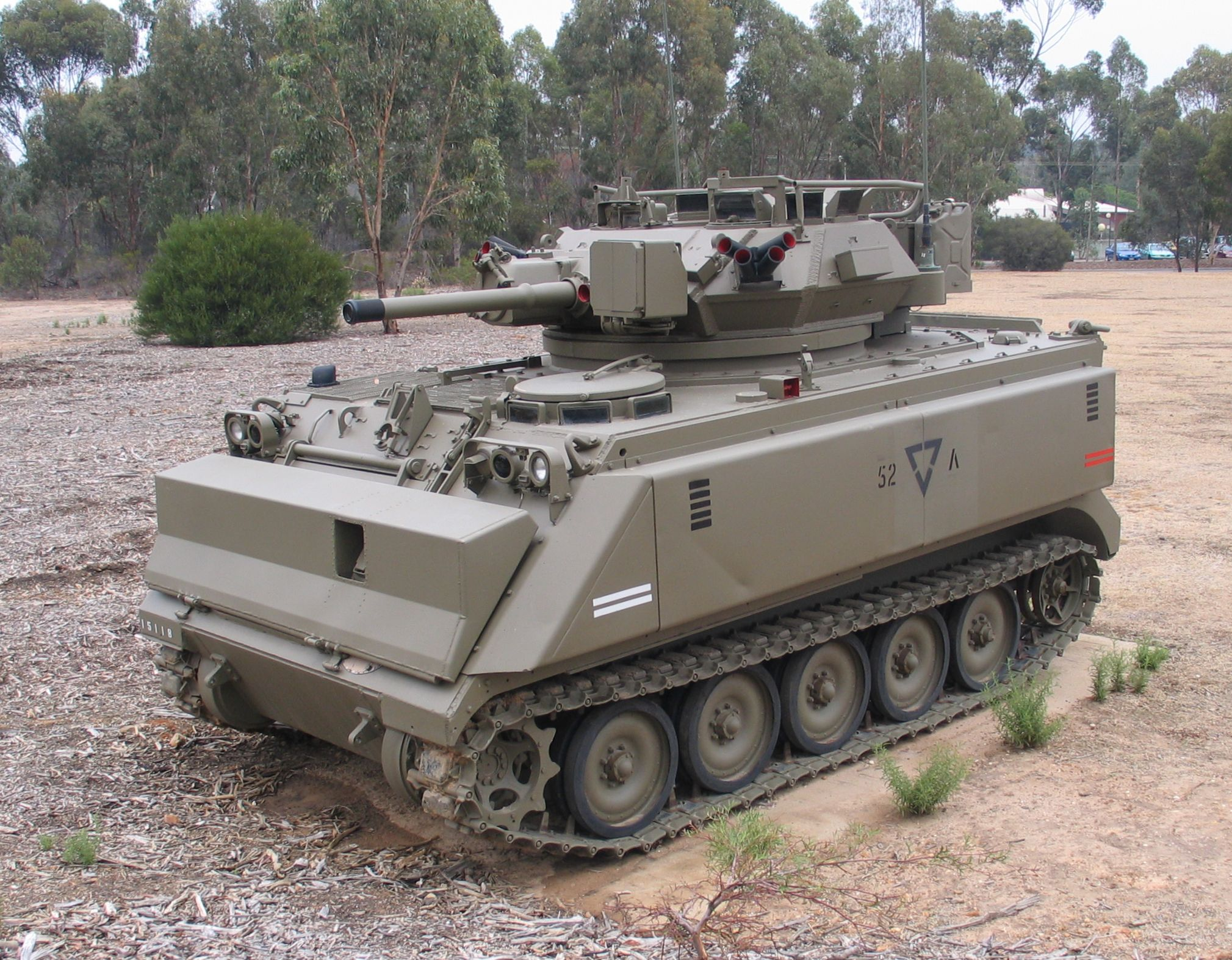
M113 中偵察車
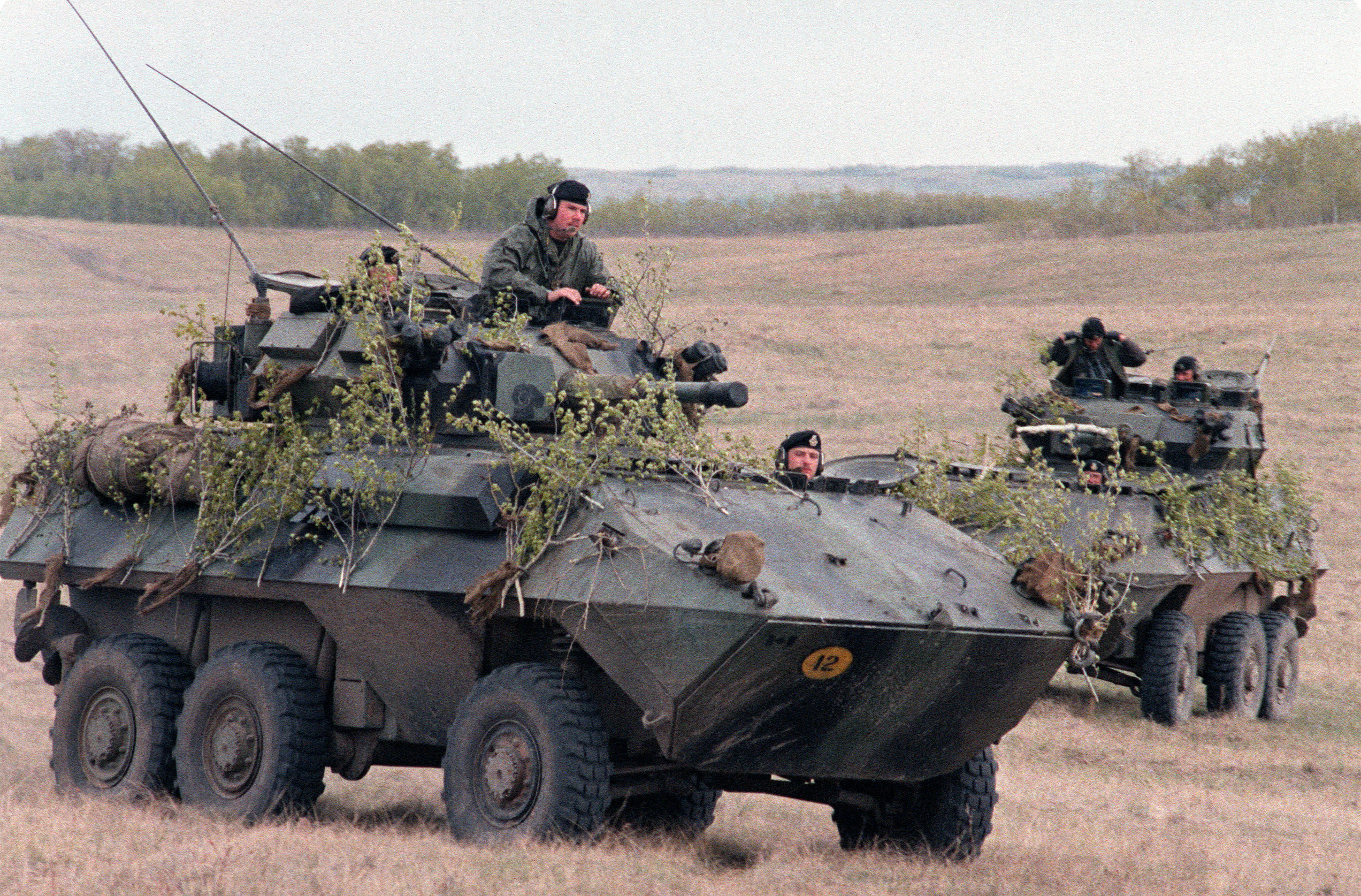
スコーピオンの砲塔を装備したカナダ軍のクーガー